# 森福都
森福 都（もりふく みやこ、1963年3月31日 - ）は、日本の小説家。
山口県周防大島町（旧大島郡東和町）出身。神奈川県茅ヶ崎市在住。1985年、広島大学医学部総合薬学科卒業。在学時は美術部に所属していた。製薬会社、病院薬剤部勤務を経る。1994年より小嵐九八郎から小説の指導を受ける。1996年、「薔薇の妙薬」で第2回ホワイトハート大賞（エンタテインメント部門）優秀賞を受賞し、小説家デビュー。同年、「長安牡丹花異聞」で第3回松本清張賞を受賞。2002年、「十八面の骰子」が第55回日本推理作家協会賞短編部門で候補作に選ばれる。趣味は絵画鑑賞。

## 作品リスト
- 長安牡丹花異聞（1997年4月 文藝春秋 / 2005年7月 文春文庫）
- 吃逆（1999年8月 講談社 / 2002年8月 講談社文庫 ）
- 紅豚（2000年3月 徳間書店）
- 双子幻綺行（2001年2月 祥伝社）
- セネシオ（2002年10月 小学館）
- クラブ・ポワブリエール（2002年11月 徳間書店 / 2007年3月 徳間文庫）
- 十八面の骰子（2003年3月 光文社 / 2005年6月 光文社文庫）
- 琥珀枕（2004年8月 光文社 / 2006年11月 光文社文庫）
- 狐弟子（2005年11月 実業之日本社）
- 漆黒泉（2005年9月 文藝春秋 / 2008年9月 文春文庫）
- 楽昌珠（2007年10月 講談社）
- 肉屏風の密室（2008年7月 光文社）
- 赤い月 マヒナ・ウラ（2009年6月 徳間書店）
- マローディープ 愚者たちの楽園（2009年10月 講談社ノベルス）
- ご近所美術館（2012年 東京創元社 / 2015年 創元推理文庫）

少女小説
- 薔薇の妙薬（1996年5月 講談社X文庫ホワイトハート）
- 炎恋記（1996年10月 講談社X文庫ホワイトハート）

### アンソロジー
「」内が森福都の作品
- 異色中国短篇傑作大全（1997年9月 講談社 / 2001年3月 講談社文庫）「蛙吹泉」
- ザ・ベストミステリーズ 2002 推理小説年鑑（2002年7月 講談社）「十八面の骰子」
  - 【分冊・改題】トリック・ミュージアム ミステリー傑作選（2005年8月 講談社文庫）
- 妃・殺・蝗 中国三色奇譚（2002年11月 講談社文庫）「黄飛蝗」
- 鬼瑠璃草（2003年2月 祥伝社文庫）「デジカメ・ダイエット」
- らせん階段（2003年5月 ハルキ文庫）「第三の女」
- 結婚貧乏（2003年7月 幻冬舎 / 2005年6月 幻冬舎文庫）「グッドマリアージュ」
- 暗闇を追いかけろ（2004年11月 光文社カッパ・ノベルス / 2008年5月 光文社文庫）「妬忌津」
- 『七都市物語』シェアードワールズ（2005年4月 トクマ・ノベルズ / 2011年5月 徳間文庫）「シーオブクレバネス号遭難秘話」
- Love Letter（2005年12月 幻冬舎 / 2008年4月 幻冬舎文庫）「再会」
- 本格ミステリ06（2006年6月 講談社ノベルス）「黄鶏帖の名跡」
  - 【改題】珍しい物語のつくり方（2010年1月 講談社文庫）